# Josy Simon
Josy Simon, né le 25 mars 1933 à Luxembourg, est un athlète et homme politique luxembourgeois.

## Biographie
Il a reçu plusieurs récompenses, y compris le Trophée du meilleur sportif en 1963 et 1965.
Il s'est aussi illustré en tant qu'homme politique puisqu'il a siégé en tant que député à la Chambre des députés de 1989 à 1994, d'abord au sein du Parti réformiste d'alternative démocratique (ADR) puis du Parti démocratique (DP) après 1991.

## Palmarès sportif
En 1957, il remporte le Grand Prix à la Marche de la ville de Luxembourg.
En 1965, il devient champion du monde de 100 kilomètres.
Josy Simon s'est particulièrement illustré sur la course Paris-Colmar, appelée jusqu'en 1981 la Strasbourg-Paris :
- Vainqueur en 1971, 1972, 1975, 1978 ;
- Deuxième en 1970, 1974, 1977 ;
- Troisième en 1973 et 1979 ;
- Quatrième en 1980.

En 2013, il remporte la catégorie M80 sur la course de 100 km du Stadtgut Steyr Ultralauf Event en Autriche avec un record du monde pour la catégorie de 12 h 17 min 03 s.